# Fredlanea colombiana
Fredlanea colombiana är en skalbaggsart som först beskrevs av Lane 1966.  Fredlanea colombiana ingår i släktet Fredlanea och familjen långhorningar. Inga underarter finns listade i Catalogue of Life.